# Horacio Chiorazzo
Horacio José Chiorazzo (Buenos Aires, 9 giugno 1976) è un ex calciatore argentino, di ruolo attaccante.